# Heniochus
Los "peces mariposa" del género Heniochus son peces marinos de la familia caetodóntidos, distribuidos por el océano Índico y el océano Pacífico.
Su hábitat está asociado a arrecifes de coral, en mares tropicales de escasa profundidad donde se esconden entre el coral o entre las rocas y grava del fondo.

## Especies
Existen ocho especies válidas en este género:
- Heniochus acuminatus (Linnaeus, 1758)
- Heniochus chrysostomus (Cuvier, 1831)
- Heniochus diphreutes (Jordan, 1903)
- Heniochus intermedius (Steindachner, 1893)
- Heniochus monoceros (Cuvier, 1831)
- Heniochus pleurotaenia (Ahl, 1923)
- Heniochus singularius (Smith y Radcliffe, 1911)
- Heniochus varius (Cuvier, 1829)